# 西次相
西次相 (θ Leo / 狮子座θ)是狮子座的一颗恒星，也称太微右垣四，西次相的光谱型为A0，视星等为+3.4。距离地球170光年。